# Nos Braços do Pai
Nos Braços do Pai é o quinto álbum ao vivo da banda brasileira Diante do Trono, gravado e lançado em 2002.
O disco, gravado na Esplanada dos Ministérios, garantiu vários prêmios para o grupo no Troféu Talento, embora seja considerado, em opiniões divergentes da crítica, um trabalho com um menor senso de dinâmica do que os anteriores.
Vendas
O CD vendeu mais de 1.200.000 cópias, recebendo a certificação de Disco de Diamante. O DVD vendeu mais de 250.000 cópias, sendo certificado como Disco de Diamante Duplo.

## História
| Críticas profissionais | Críticas profissionais |
| Avaliações da crítica  | Avaliações da crítica  |
| Fonte                  | Avaliação              |
| ---------------------- | ---------------------- |
| Super Gospel           | (favorável)            |
| O Propagador           | [ 2 ]                  |

No ano anterior à gravação do Nos Braços do Pai, o grupo mineiro lançou o álbum Preciso de Ti, gravado na Estádio do Mineirão, em Belo Horizonte.
Em julho de 2002, na Esplanada dos Ministérios, em Brasília, um dos maiores palcos já construídos no Brasil foi erguido com 78 metros de frente. O evento foi um recorde de público na capital nacional: 1.200.000 pessoas. Nos Braços do Pai coincidiu com a vitória do Brasil na Copa do Mundo e o povo brasiliense pode contemplar a iluminação especial verde amarela, no Congresso Nacional, colocada nas cúpulas da Câmara dos Deputados e do Senado Federal, especialmente, para a produção. Pessoas de todo país se organizaram em caravanas e se mobilizaram para estar presente no maior evento cristão já realizado na capital política do país. O CD faz parte do desenvolvimento da campanha Brasil Diante do Trono, o primeiro palco escolhido foi o Rio de Janeiro, no Estádio do Maracanã.
No Troféu Talento 2003, Nos Braços do Pai ganhou o prêmio de Melhor CD de Louvor e Adoração, e o Ministério foi reconhecido novamente como Grupo do Ano.
O álbum Nos Braços do Pai, também foi gravado em Inglês (In the Father's Arms) e Espanhol (En los Brazos del Padre), em 2006. Já a faixa-título foi regravada com uma nova roupagem em 2013, para o álbum comemorativo de 15 anos do grupo, Renovo. A faixa-título também foi versionada para finlandês em 2014, para o álbum Läpimurto.
A faixa Tua Chuva chegou a ser gravada para o álbum comemorativo de 10 anos do grupo, Com Intensidade, porém não entrou na edição final do CD e do DVD. A faixa Brasil foi regravada com uma nova roupagem em 2013, para o 16º álbum do grupo, Tu Reinas.

## Faixas
Todas as faixas escritas e compostas por Ana Paula Valadão. 
| N.º | Título                | Duração |  |
| 1.  | "Abertura"            | 1:26    |  |
| 2.  | "Tua Chuva"           | 5:22    |  |
| 3.  | "De Todo o Coração"   | 6:24    |  |
| 4.  | "Invoca-Me"           | 7:45    |  |
| 5.  | "Nos Braços do Pai"   | 11:20   |  |
| 6.  | "Cântico Espontâneo"  | 5:42    |  |
| 7.  | "Vem de Ti, Senhor"   | 8:17    |  |
| 8.  | "No Teu Altar"        | 6:17    |  |
| 9.  | "Amigo"               | 7:22    |  |
| 10. | "Brasil"              | 6:12    |  |
| 11. | "Eu Sou do Meu Amado" | 7:28    |  |

DVD
| Título              | Vocais                                                               |
| ------------------- | -------------------------------------------------------------------- |
| Abertura            | Ana Paula Valadão                                                    |
| Tua Chuva           | Ana Paula Valadão                                                    |
| Introdução          | Ana Paula Valadão                                                    |
| De Todo o Coração   | Nívea Soares                                                         |
| Pregação 1          | Ana Paula Valadão                                                    |
| Invoca-Me           | André Valadão                                                        |
| Pregação 2          | Ana Paula Valadão                                                    |
| Nos Braços do Pai   | Ana Paula Valadão, André Valadão, Clay Peterson & Maximiliano Moraes |
| Profecia            | Dayse Valadão                                                        |
| Aba Pai             | Juliana Nunes & Ana Paula Valadão                                    |
| Espontâneo 1        | Ana Paula Valadão                                                    |
| Vem de Ti, Senhor   | Ana Paula Valadão & Mariana Valadão                                  |
| No Teu Altar        | Ana Paula Valadão & Maximiliano Moraes                               |
| Amigo               | Graziela Santos                                                      |
| Brasil              | Ana Paula Valadão                                                    |
| Clamor Pelo Brasil  | Ana Paula Valadão                                                    |
| Espontâneo 2        | Ana Paula Valadão                                                    |
| Espontâneo 3        | André Valadão                                                        |
| Eu Sou do Meu Amado | Ana Paula Valadão                                                    |
| Convite à Salvação  | Pr. Márcio Valadão                                                   |

## Ficha técnica
- Gravado ao vivo na Esplanada dos Ministérios, Brasília - DF, no dia 13 de julho de 2002, na unidade móvel do Estúdio Diante do Trono
- Produção executiva: Pr. Márcio Valadão
- Produção e direção: Ministério de Louvor Diante do Trono
- Arranjos: Paulo Abucater e Gustavo Soares
- Arranjos vocais: Maximiliano Moraes
- Orquestração: Sérgio Gomes
- Líder de louvor: Ana Paula Valadão
- Vocalistas: André Valadão, Clay Peterson, Graziela Santos, Mariana Valadão, Maximiliano Moraes, Nívea Soares, Renata Valadão e Soraya F. Gomes (Helena Tannure, João Lúcio Tannure e Sarah R. Ferreira, em estúdio)
- Teclados: Paulo Abucater e Gustavo Soares
- Guitarra e violão de 12 cordas: Elias Fernandes
- Violão de 6 cordas: Sérgio Gomes
- Baixo: Roney Fares
- Bateria: Bruno Gomes
- Percussão: Bart Eliot
- Sax alto: Marcilene Renata S. Leal, Samuel Mota e Sebastião Gomes
- Sax tenor: Clélio Viana e Luciano Buchacra
- Sax barítono: Éder Marinho
- Trompetes: Johnny Lacerda, Sérgio Gonçalves de Almeida, Adriano Lopes e Geraldo Lúcio
- Trompas: Aílton R. Ferreira, Sarah R. Ferreira, Rita de Cássia Oliveira, Priscila Viana e Vanderlei Miranda
- Trombones: Edinilson Santos, Jeff Chandler, Salim A. Hanzem e Hugo Kecnhuk
- Cordas: Ron Neal Concert Master
- Coral: 120 vozes do Ministério de Louvor da IBL
- P.A.: André Espíndola
- Regente do coral: Robson de Oliveira
- Gravado e mixado por Randy Adams (Adamsound Digital Recording, Dallas, Texas - EUA)
- Masterização: Ken Love Mastermix, Nashville, TN - EUA
- Overdubs: Polifonia Estúdios, Belo Horizonte - MG
- Fotos: Wagner Gonçalves e Marcus Motta
- Arte: Luciano Buchacra
- Capa: Danielle Jordão
- Capa: Deivid Souza (Ator da imagem)